# Абалакін Віктор Кузьмич
Віктор Кузьмич Абалакін (нар. 27 серпня 1930, м. Одеса, Українська РСР, СРСР — 23 квітня 2018, м. Нью-Йорк, США) — радянський астроном.

## Життєпис
Народився в Одесі. У 1953 році закінчив Одеський університет. У 1953—1955 роках працював у Геофізичному інституті АН СРСР, у 1955—1957 роках — в Інституті теоретичної астрономії АН СРСР в Ленінграді. Після закінчення аспірантури при Одеському університеті працював у 1960—1963 роках в обсерваторії Одеського університету. У 1963—1965 роках — доцент кафедр астрономії Одеського університету. З 1965 року — завідувач відділу Астрономічного щорічника СРСР Інституту теоретичної астрономії АН СРСР, упродовж 1983—2000 років — також директор Пулковської обсерваторії.
Доктор фізико-математичних наук. Член-кореспондент АН СРСР з 1987 року. Член-кореспондент РАН.
Основні наукові роботи стосуються небесної механіки, ефемеридної астрономії, зоряної динаміки, геодинаміки, історії астрономії. Вніс великий внесок до розробки основних принципів використання лазерних світлолокаційних спостережень Місяця для вирішення завдань гео- і селенодінаміки, а також у створення відповідного математичного апарату.
Співавтор робіт зі створення єдиної релятивістської теорії руху внутрішніх планет Сонячної системи. У монографії Абалакіна «Основи ефемеридної астрономії» (1979), а також у низці написаних ним розділів «Довідкового керівництва з небесної механіки, астрономії і астродинаміки» (1978) ефемеридна астрономія отримала остаточне оформлення як самостійна галузь науки.
Президент Комісії N 4 «Ефемериди» Міжнародного астрономічного союзу (1976—1979). Голова Правління Фонду Інтернет-культури (з 1999).
Державна премія СРСР (1982).
Ім'ям Абалакіна названий астероїд (2722 Abalakin), відкритий М. С. Черних 1 квітня 1976 року в Кримській астрофізичній обсерваторії.